# Операција Пролаз до слободе
Операција Пролаз до слободе је био термин који је користила морнарица Сједињених Држава да опише пропагандни напор и помоћ у транспорту 310.000 вијетнамских цивила, војника и не-вијетнамских припадника француске војске из комунистичког Северног Вијетнама (Демократска Република Вијетнам) у некомунистички Јужни Вијетнам (Држава Вијетнам, која је касније постала Република Вијетнам) између 1954. и 1955. године. Французи и друге земље су можда превезле још 500.000. Након француског пораза у бици код Дијен Бијен Фуа, Женевски споразум из 1954. одлучио је судбину Француске Индокине након осам година рата између снага Француске уније и Вијет Мина, који су се борили за независност Вијетнама под комунистичком влашћу. Споразуми су резултирали поделом Вијетнама на 17. северној паралели, са Хо Ши Миновим комунистичким Вијет Мином који је контролисао север и државом Вијетнам коју подржавају Француска на југу. Споразуми су дозвољавали период од 300 дана, који се завршавао 18. маја 1955. године, у којем су људи могли слободно да се крећу између два Вијетнама пре него што је граница запечаћена. Подела је требало да буде привремена, до избора 1956. за поновно уједињење земље под националном владом. Између 600.000 и милион људи преселило се на југ, укључујући више од 200.000 француских држављана и војника у француској војсци  док је између 14.000 и 45.000 цивила и отприлике 100.000 бораца Вијет Мина кренуло у супротном правцу.
Велику сеобу северњака 1954–1955 омогућиле су првенствено француско ваздухопловство и морнарица. Амерички морнарички бродови су допунили Французима у евакуацији северњака у Сајгон, јужну престоницу. Операција је била праћена великим напорима хуманитарне помоћи, које је финансирала углавном влада Сједињених Држава у покушају да апсорбује велики шаторски град избеглица који је настао изван Сајгона. За САД је миграција била пуч у односима с јавношћу, који је створио широку покривеност бекства Вијетнамаца од перципиране репресије комунизма у „слободни свет“ на југу. Овај период је обележила пропагандна кампања коју је подржала Централна обавештајна агенција у име римокатоличког премијера Јужног Вијетнама Нго Динх Диема . На кампању се обично гледало да подстакне католике да беже од „предстојећег верског прогона“ под комунизмом, а око 60% од 1,14 милиона католика са севера је емигрирало. Вијет Мин је такође покушао насилно да спречи одлазак потенцијалних избеглица, посебно у руралним подручјима где није било француских или америчких војних снага.
Конвенционално се претпостављало да је миграција ојачала католичку базу моћи у Диему; док је већина вијетнамских католика раније живела на северу, сада је већина на југу. У страху од победе комуниста, Дием је отказао изборе. Верујући да су новопридошли католици бастион чврсте антикомунистичке подршке, Дием је наводно третирао нове бираче као посебну интересну групу. На дуге стазе, северни католици никада се нису у потпуности интегрисали у јужњачко друштво и често се сматрало да Диемово наводно фаворизовање према њима изазива тензије које су кулминирале будистичком кризом 1963, која се завршила његовим падом и убиством. У ствари, католици који су се преселили на југ били су пре свега активни актери својих живота, а не због напора ЦИА-е или Нго Ђин Дима. Око 25% миграната су били некатолици, а један број католика који су се преселили на југ нису то учинили због своје вере.  Северни католички емигранти су заправо донели сложене изазове Цркви у Јужном Вијетнаму, а Нго Ђин Дим такође није преселио северне католике у Саи Гон и око њега као намерну и стратешку политику.  Како су вијетнамски католици били далеко од монолитности,  и нису били ни на који начин јединствени у својим политичким ставовима, мит је мешати „католичке избеглице са свим католицима, са свим избеглицама или са чврстим присталицама Нго Ђин Дима „. У стварности, персоналистичка револуција под Диемовим режимом промовисала је верску слободу и разноликост како би се супротставила комунистичком атеизму. Међутим, сам овај оквир је на крају омогућио будистичким активистима да угрозе државу која је подржавала њихову верску слободу.

## Позадина
На крају Другог светског рата, Вијет Мин је прогласио независност под Демократском Републиком Вијетнам (ДРВ) у септембру 1945. Ово се догодило након повлачења царског Јапана, који је преузео контролу над француском Индокином током Другог светског рата. Војна борба је поново почела у новембру 1946. када је Француска покушала да поново успостави контролу над Индокином нападом на северни лучки град Хајфонг. ДРВ су признали Совјетски Савез и Народна Република Кина (НРК), док су западне силе признале Државу Вијетнам коју подржавају Француска, коју је номинално предводио цар Бао Ђаи, али са Вијетнамском националном војском (ВНА) обученом у Француској која је била лојална снагама Француске уније. У мају 1954, после осам година борби, Французи су опкољени и поражени у планинској северној тврђави у бици код Дијен Бијен Фуа. Повлачење Француске из Индокине је финализовано Женевским споразумом из јула 1954, након двомесечних преговора између Хо-овог ДРВ-а, Француске, НР Кине и Совјетског Савеза. Према условима споразума, Вијетнам је био привремено подељен на 17. паралелном северу до избора 1956. како би се изабрала национална влада која ће управљати уједињеном земљом.
Комунистички Вијет Мин је остављен да контролише Северни Вијетнам, док је држава Вијетнам контролисала југ. Снаге Француске уније постепено би се повлачиле из Вијетнама како се ситуација стабилизовала. Обе вијетнамске стране биле су незадовољне исходом у Женеви; Нго Динх Дием, премијер државе Вијетнам, осудио је споразум Француске и наредио својој делегацији да не потпише. Он је изјавио „Не можемо признати да је Совјетска Кина заузела више од половине наше националне територије” и да „не можемо да се сложимо са бруталним поробљавањем милиона сународника”. Премијер Северног Вијетнама Пхам Ван Ђонг изразио је огорченост након што су његови совјетски и кинески подржаваоци запретили да ће прекинути подршку ако не пристане на мировне услове; Донг је желео да притисне војну предност Вијет Минха како би могли да полажу право на више територије за преговарачким столом.
Према споразумима, требало је да постоји период у коме је било дозвољено слободно кретање цивила између две зоне, док су војне снаге биле принуђене да се преместе на своју страну. Сви француски експедициони корпус Далеког истока и снаге ВНА на северу требало је да буду евакуисане јужно од 17. паралелно, док су сви борци Вијет Мина морали да се преселе на север. Споразуми су предвиђали да се цивилима пружи прилика да се преселе у половину Вијетнама коју желе.
Чланак 14(д) дозвољавао је период од 300 дана слободног кретања између два Вијетнама, који се завршава 18. маја 1955. године. Стране су мало размишљале о логистици пресељења становништва током преговора у Женеви и претпоставиле су да ће то бити мање важно. Упркос тврдњи да су његови северни сународници били „поробљени“, Дием је очекивао не више од 10.000 избеглице. Генерал Пол Ели, француски генерални комесар Индокине, очекивао је да ће око 30.000 земљопоседници и пословни руководиоци би се преселили на југ и прогласили да ће преузети одговорност за транспорт свих Вијетнамаца који желе да се преселе на територију под контролом Француске уније, као што је Јужни Вијетнам. Француски премијер Пјер Мендес Француска и његова влада планирали су да обезбеде помоћ за око 50.000 расељених лица. Мендес-Франс је био сигуран да ће ФФЕЕЦ бити у стању да сама обави посао. Американци су тај период видели као прилику да ослабе комунистички север.

## Евакуација
Предвиђања Дијема и Елија била су крајње нетачна. Дошло је до тешких борби у северном Вијетнаму, где су Вијетминци били најјачи, и многи људи су били приморани да напусте своје домове. Иако су француске добротворне организације деловале на северу, избеглички кампови су били неорганизовани и могли су да обезбеде нешто више од склоништа. Као резултат тога, постојао је велики број северњака који су желели да оду и започну нови живот на југу.
Французи су започели своју евакуацију са својом унапред зачетом идејом да би мало ко желео да крене на југ. Како се сазнање о програму миграције ширило севером који су контролисали комунисти, хиљаде претежно северних католичких тражилаца азила спустило се у престоницу Ханој и луку Хајфонг, који су још увек били под контролом Француске. То је довело до анархије и конфузије јер су се емигранти борили око ограниченог склоништа, хране, лекова и места на бродовима и авионима који су летели на југ. До почетка августа било их је преко 200.000 евакуисана лица која чекају у Ханоју и Хајфонгу. У почетку су ад хоц кампови имали недовољну санитарну и контролу квалитета воде, што је довело до могућности избијања болести. Неки амерички представници су рекли да су то најгори услови које су видели. Услови су и даље били лоши и хаотични након што је евакуација у пуном замаху, и нису се значајно побољшали месец дана. Није постојала организациона инфраструктура што се тиче регистрације или медицинске документације и имунизације евакуисаних који чекају. Комунисти су тако слали своје пропагандне активисте кроз логоре и говорили да недостатак организације доказује да ће живот будућих избеглица бити још гори на југу, где ће бити потпуно под контролом Јужног Вијетнама.
Француска морнарица и ваздухопловство биле су исцрпљене током Другог светског рата. Нису били у стању да се изборе са неочекивано великим бројем избеглица. Ово је погоршано њиховом неспремношћу да дозволе цивилним евакуисанима да путују возовима из околних округа до Ханоја и Хајфонга, пошто је њихов приоритет била евакуација војног особља и опреме. Француска је затражила помоћ од Вашингтона, па је америчко Министарство одбране наредило америчкој морнарици да мобилише оперативну групу за евакуацију.
Америчка влада је видела евакуацију као прилику да ослаби комунисте тако што ће обезбедити и тиме придобити лојалност избеглица антикомунистичкој ствари. Оперативна мисија Сједињених Држава је предложила да осим помоћи у евакуацији избеглица на југ и тиме исушивању комунистичке базе становништва, Американци треба да обезбеде здравствену заштиту, склониште, храну и одећу како би помогли антикомунистима да стекну верност својих сународника. Још једна предност учешћа у евакуацији била је то што ће америчко особље бити на терену у Северном Вијетнаму, што им омогућава да прикупљају обавештајне податке о комунистичким активностима.
Сходно томе, Оперативна група 90 (ЦТФ-90) је инаугурисана под командом контраадмирала Лоренца Сабина. Амерички војници реновирали су и трансформисали теретне бродове и носаче тенкова како би у њих сместили хиљаде Вијетнамаца који би били евакуисани. Поправке су се често обављале на путу за Хаифонг из њихових база у заливу Субиц на Филипинима. Сабин није раније био укључен у хуманитарна питања, а он и његово особље су припремили Оперативни налог 2–54 – оквир политике за операцију од 114 страница – у размаку од недељу дана током свог поморског путовања од Јапана до Вијетнама.
Први амерички брод који је учествовао у масовној евакуацији био је Menard, који је напустио Хаифонг 17. августа. Носио је 1.924 избеглице за 1.600 километар, тродневно путовање до јужне престонице. До тада је већ било 132.000 људи регистрованих на чекаоницама, иако је врло мало њих имало било какву идентификацију. Као резултат тога, требало би да се уради више на идентификацији њихових потреба када стигну на југ. Следећег дана је уследио Montrose са 2.100 путника. Оба су првобитно изграђена као нападни транспортни бродови. У августу је америчка политика либерализована како би вијетнамско и француско војно особље такође могло бити евакуисано према нахођењу ЦТФ-90 и Главне саветодавне групе за војну помоћ (ЦХМААГ). Да би се изборио са растућим обимом поморског саобраћаја ка југу, ЦХМААГ је успоставио место за искрцавање избеглица у Вунг Тау, приобалној луци на улазу у реку Сајгон. Ова локација је ублажила гужве у избегличким камповима у Сајгону и смањила уска грла у саобраћају дуж реке. Неуспех се догодио када је тајфун погодио област Хајфонга, уништивши скоро половину избегличке зоне. Упркос проблемима, до 3. септембра, америчка морнарица је евакуисала 47.000 северњаци после само две недеље операција. Висока стопа евакуације изазвала је владу Јужног Вијетнама да нареди да се само једна пошиљка од највише 2.500 путници је требало да стигну у Сајгон или Вунг Тау дневно, до 25. септембра. Притисак становништва на југу је ублажен јер је број долазака опао због пропагандних кампања Вијет Мина и присилног затварања, у комбинацији са сезоном бербе пиринча, што је неке навело да одложе свој одлазак. Неки су чак чекали да заврше све своје послове пре него што се преселе у Лунарну Нову годину. Вијет Мин је 10. октобра добио потпуну контролу над Ханојем, затварајући једну тачку за евакуацију за оне који су желели да изађу. Неки су такође одлучили да остану и виде како ће се Вијет Мин понашати према становницима Ханоја пре него што донесу одлуку да ли да напусте земљу својих предака. Дана 20. октобра, француске власти које су још увек имале контролу над лукама одлучиле су да укину накнаде за пристајање америчких бродова ангажованих на евакуацији. Због велике потражње, поморска пловила су морала брзо да путују; један брод је завршио једно кружно путовање за рекордних само шест дана. Рекорд за највише путника на једном путовању поставио је УСС Генерал Блацк, који је испловио 29. октобра са 5.224 Вијетнамца на броду. У новембру је евакуацију додатно отежао још један тајфун, док је цела посада једног америчког брода била погођена избијањем шуге. У децембру, због опструкције Вијет Мина, која је спречавала људе из руралних и регионалних подручја да путују у Ханој и Хаифонг да емигрирају, француска морнарица је послала бродове да лебде тик уз обалу у близини регионалног града Вин да евакуишу избеглице.
Према ЦОМИГАЛ-у, владиној агенцији Јужног Вијетнама одговорној за миграцију, француски авиони су направили 4.280 путовања, са укупно 213.635 избеглице. Укупно 555.037 путници су забележени на 505 излети на море. Француска морнарица чинила је огромну већину евакуисаних поморских снага, са 388 путовања, док је америчка морнарица извршила 109. Британски, тајвански и пољски бродови обавили су два, два и четири путовања. Званични подаци говоре да је укупно 768.672 људи су мигрирали под војним надзором. Од овог броја око 190.000 су били француски и сајгонски војници и затвореници који су се вратили; неких 43.000 су били војни зависници, „15.000–25.000 племена Нунг који су били војни помоћници, између 25.000 и 40.000 француских држављана и око 45.000 кинеских становника. Такође је укључивало неколико хиљада људи који су радили за француску и вијетнамску администрацију на северу. Званични подаци бележе да је више од 109.000 људи су путовали на југ сопственим средствима, неки су стигли ван периода од 300 дана. Ови људи су обично прелазили реку која је делила зоне на импровизованим сплавовима, пловили импровизованим пловилима у јужну луку или пешачили кроз Лаос. Од 1957. године, влада Јужног Вијетнама тражила је укупно 928.152 избеглице, од којих су 98,3% били етнички Вијетнамци. Извештај из 1957. каже да се 85% бави пољопривредом или риболовом да би се издржавало, а 85% су били католици, док су остали будисти или протестанти . Међутим, владин извештај из октобра 1955. тврди да су 76,3% католици, 23,5% будисти и 0,2% протестанти. Међутим, 1959. године, шеф КОМИГАЛ-а, Буи Ван Луонг, признао је да је стварни број избеглица могао бити и до 600.000. Званични подаци искључују око 120.000 антикомунистичких војних лица и тврдили да је само 4.358 људи су се преселили на север, иако ниједан историчар не сматра овај број веродостојним. Сеоба према северу приписана је лутајућим радницима са плантажа каучука који су се вратили на север из породичних разлога.
Независна студија француског историчара Бернарда Б. Фала утврдила је да је америчка морнарица превезла око 310.000 избеглице. Французима је приписано око 214.000 ваздушним превозом избеглица, 270.000 избеглице на мору и 120.000 и 80.000 евакуисаних вијетнамских и француских војних лица. Током путовања америчке морнарице, на броду су умрле 54 особе, а рођено је 111 беба. Фалл је веровао да од 109.000 избеглице које су својим средствима отишле на југ, велики број је стопирао француским транспортним пловилима за југ који нису били везани за операцију миграције. Фалл је сматрао да су бројке вјероватно биле прецијењене, због имиграционе преваре. Неке избеглице би путовале на југ и регистровале се, пре него што би се прокријумчариле на бродове који су се враћали на север по још једну пошиљку људи. Затим би се вратили на југ и поново се регистровали да би затражили још један пакет помоћи. Исто тако, са примерима да су се читава села преселила на југ, власти често нису експлицитно бројале број сељана, већ су једноставно веровале сеоским вођама на реч. Поглавари би често надували број становника да би затражили више оброка помоћи. Масовни егзодус није у великој мери пореметио север јер су цела села често емигрирала, уместо да се пола села пресели и остави остатак заједнице у нереду. Фалл је проценио да око 120.000 Трупе Вијет Мина и њихови зависни чланови отишли су на север. Већина ових евакуација приписана је војној стратегији Вијет Мина, а некима је наређено да остану у приправности за будуће герилске активности. Кретање ка северу било је олакшано бродовима који су напуштали окупљалишта у Куи Нхон и Ца Мау на најјужнијем крају Вијетнама. Путовање у Северни Вијетнам су обезбеђивали празни француски бродови који су се враћали на север да доведу још антикомуниста на југ, као и бродови из комунистичких земаља као што је Пољска. Вијет Мин је такође активно култивисао аутохтоно становништво Вијетнама Монтагнард, чију су земљу у Централном висоравни задирали долазећи досељеници са севера. Комунисти су ширили пропаганду путем емисија на племенским језицима и инфилтрирали се у брдска подручја. Према студији Државног универзитета у Мичигену, око 6.000 племени су отишли на север са комунистима, у пратњи неког Вијет Минха који је усвојио домородачку културу.
Највећи број католичких избеглица долази из две северне бискупије са највећим процентом католика у Вијетнаму. То су били Пхат Дием и Буи Цху, који се углавном налазе у савременим провинцијама Нинх Бинх и Нам Ђинх . Бискупи бискупија били су жестоки противници комуниста, и обојица су организовали католичке паравојне групе које су се бориле против Вијет Минха, који је дуго поистовећивао католике са колонијалним колаборационизмом. Када су комунисти преузели превагу на северу, многи католици су већ почели да се спремају да се преселе на југ, где су комунисти били мање утицајни, а велики покрети су почели одмах када је стигла вест о подели. Након пораза снага француске уније код Диен Биен Пхуа, француски официри су евакуисали своје трупе из Буи Чуа и Фат Дијема како би ојачали област између Ханоја и Хајфонга коју су још увек контролисали, што је олакшало комунистима да напредују кроз католичка упоришта. Француско повлачење није најављено и требало је да буде тајно, али је локално црквено руководство брзо сазнало и локална католичка заједница је већ почела да се сели у луке пре завршетка преговора у Женеви. У време потписивања споразума, 45.000 католичких избеглица је већ чекало у Ханоју, Хајфонгу или Хаи Дуонгу. Према евиденцији Католичке цркве, преко 70% католика у Буи Цху и Пхат Диему је отишло, у поређењу са око 50% у већини других области. Католички записи тврде да је отишла само трећина католика из Ханоја, а да је отишло око 80% укупног свештенства. У свим областима је отишао већи удео свештеника него лаика, што се приписује строжим казнама комунистима истакнутијим опозиционим личностима, као што су свештеници. Стопа одласка је такође била нижа у областима удаљеним од обалних подручја и полазних лука; у Хунг Хоа, само 11,8% католика је евидентирано од стране њихове бискупије као мигрираних. Спекулисало се да је низак проценат становника Ханоја који су одлучили да оду можда зато што је град био релативно нетакнут деценијом борби, и да је променљива и висока стопа одлазака међу сеоским католицима била последица утицаја локално свештенство; Свештеници у северном Вијетнаму су примећено да су више теократски и укључени у грађанско доношење одлука. Користили су разне начине да убеде своје ученике да мигрирају; неки су објаснили своје уверење да ће околности бити тешке за људе који се не доселе, неки су једноставно навели догматске разлоге попут „Бог више није овде“, док други нису давали никакав разлог и давали изјаве попут „Ми смо одлазећи сутра“ у очекивању да ће се њихови следбеници без сумње повиновати. Анкете о имигрантима сугеришу да су углавном задовољни да прате препоруку локалног свештеника. У неким областима, бискуп задужен за бискупију рекао је католицима да остану, али је већа вероватноћа да ће лаици отићи или остати у зависности од става локалног свештеника са којим су имали редован контакт; у многим случајевима, као на пример у Ханоју, већина свештеника је игнорисала свог епископа и ипак је отишла.
У многим случајевима, породице су остављале неке чланове у нади да ће задржати земљу за породицу, док је било извештаја да је мањина католика повезаних са комунистима одлучила да добровољно остане.
САД су обезбедиле хитну храну, медицинску негу, одећу и склониште у прихватним центрима у Сајгону и другде на југу. Амерички извори који су донирали преко Оперативне мисије Сједињених Држава (УСОМ) били су одговорни за 97% помоћи. УСОМ је послао стручњаке за јавно здравље да помогну у санитарним условима у покушају да спречи ширење болести. Лекари и медицинске сестре су послати да помогну у обуци локалних радника у здравственим процедурама, како би на крају могли да брину о здравственим потребама избеглица. По редоследу доприноса напорима за помоћ, САД следе Француска, Уједињено Краљевство, Аустралија, Западна Немачка, Нови Зеланд и Холандија. Аустралијанци су послали пољопривредну опрему и пратеће техничке инструкторе према Коломбо плану .
С обзиром да је већина избеглица била католика, добровољне агенције које су најистакнутије помагале владама САД и Француске у хуманитарним напорима биле су католичке. Национална католичка конференција о благостању и католичке службе помоћи дале су преко 35 милиона америчких долара ( 410.00 долара од 2024 ) и послао стотине хуманитарних радника у Јужни Вијетнам. Амерички свештеници као што је Џозеф Харнет провели су више од годину дана надгледајући успостављање хуманитарних и верских пројеката у Сајгону. То је укључивало оснивање и одржавање сиротишта, болница, школа и цркава. Харнетови волонтери су нахранили пиринач и топло млеко до 100.000 избеглице на дневној бази. Десетине хиљада ћебади које су донирале америчке католичке организације служиле су као кревети, импровизовани кровови против монсунских пљускова и као привремени зидови у објектима за масовно становање. Дечји фонд Уједињених нација је допринео техничкој помоћи и помогао у дистрибуцији робе, намирница и разних других поклона.

## Улога пропагандних кампања
САД су водиле пропагандну кампању преко Централне обавештајне агенције (ЦИА) како би повећале величину егзодуса према југу. Програм је режирао пуковник Едвард Ленсдејл, који се маскирао као помоћник америчког ваздушног аташеа у Сајгону док је водио тајну групу специјализовану за психолошки рат. Ленсдејл је саветовао Диема да је императив максимизирати становништво на југу у припремама за изборе националног поновног уједињења. Када је Дием приметио ограничену способност југа да апсорбује избеглице, Ленсдејл га је уверио да ће САД поднети терет. Дием је тако овластио Лансдејла да покрене пропагандну кампању. Према историчару Сету Џејкобсу, кампања је „рангирана међу најодважније подухвате у историји тајних акција“. Ленсдејл је подсетио да су "амерички званичници желели да се постарају да се што више људи, посебно изразито антикомунистичких католика, пресели на југ". Док су многе присталице Диема тврдиле да је масовни егзодус био доказ популарности Диема и мржње народа према комунизму, оперативац ЦИА-е Честер Купер је рекао да „огромно кретање католика у Јужни Вијетнам није било спонтано“. Међутим, док историчари – обично они који су критиковали његов утицај – Ленсдејлу често приписују заслуге за велики егзодус избеглица због сујеверја, он је одбацио идеју да је његова кампања имала велики утицај на расположење народа, рекавши у каснијим годинама: „Људи не Искрено су се плашили шта би им се могло догодити, а њихова емоција је била довољно јака да превазиђе њихову приврженост својој земљи, својим домовима и гробовима предака њихове — а ми смо углавном омогућили транспорт."  Неки северњаци који су остали и интервјуисани пола века касније рекли су да нису наишли на било какву промиграциону пропаганду и рекли да су њихове одлуке засноване на разговорима са сународницима. Они су рекли да су забринутост због могућих ефеката комунистичке владавине међу собом разговарали независно од спољних информација.
Лансдејл је користио разне вратоломије да подстакне више северњака да се преселе на југ. Јужновијетнамски војници у цивилној одећи инфилтрирали су се на север, ширећи гласине о предстојећој пропасти. Једна прича је била да су комунисти имали договор са традиционалним непријатељем Вијетнама Кином, дозвољавајући двема комунистичким кинеским дивизијама да нападну север. Прича је објавила да су Кинези силовали и пљачкали уз прећутно одобрење комуниста. Ленсдејл је ангажовао фалсификаторе да производе лажне летке Вијет Мина о томе како се понашати под комунистичком влашћу, саветујући их да направе списак својих материјалних добара, како би комунисти могли лакше да их конфискују, подстичући на тај начин незадовољство сељака.
Лансдејлови људи су фалсификовали документе које је наводно издао Вијетмин и који су обећавали да ће запленити сву приватну имовину. Тврдио је да се „дан након дистрибуције ових летака регистрација избеглица утростручила“. Централни комитет за евакуацију у Хаифонгу, група коју финансира Америка, издала је памфлете у којима се тврди да су у Јужном Вијетнаму „трошкови живота три пута мањи“, и да ће бити социјалних давања и бесплатних рижиних земљишта, последња два од који су били лажни. Такође су рекли да ћете „Останком на северу доживети глад и проклетиће ваше душе. Крените сада, браћо и сестре!“  Најзапаљивија гласина коју су ширили агенти ЦИА-е била је да ће Вашингтон покренути напад да ослободи север када сви антикомунисти побегну на југ. Тврдило се да ће Американци користити атомске бомбе и да је једини начин да се избегне смрт у нуклеарном холокаусту да се помери на југ. Лансдејл је натерао уметнике ЦИА-е да креирају памфлете који приказују три облака печурака постављена на мапи Ханоја, а средства ЦИА-е су инфилтрирана у Северни Вијетнам и дистрибуирају памфлете. Лансдејлови саботери су такође сипали шећер у резервоаре за гориво возила Вијет Мина. Прорицатељи су били подмићени да предвиде катастрофу у комунизму и просперитет за оне који су отишли на југ.
Лансдејлова кампања се фокусирала на северне католике, који су били познати по својим јаким антикомунистичким тенденцијама. Његово особље штампало је десетине хиљада памфлета са слоганима као што су „Христос је отишао на југ“ и „ Девица Марија је отишла са севера“, наводећи антикатолички прогон под Хо Ши Мином . По Ханоју и Хајфонгу залепљени су плакати који приказују комунисте како затварају катедралу и терају конгрегацију да се моли испред Хоа, украшени натписом „направи свој избор“. Сам Дием је 1954. неколико пута одлазио у Ханој док су Французи још увек били тамо да би подстакли католике да се преселе, приказујући себе као спасиоца католика. Кампања је одјекнула међу католичким свештеницима на северу, који су својим ученицима рекли да ће Хо укинути слободу богослужења, да се сакраменти више неће давати и да ће свако ко остане угрозити њихове душе. Анкета међу избеглицама неких пет деценија касније потврдила је да су они сматрали да ће њихови интереси бити најбоље задовољени под католичким вођом и да је Дием имао значајну личну привлачност због своје вере. Неки су тврдили да би католици отишли без обзира на Лансдејлове активности, јер су имали искуства из прве руке да су њихови свештеници и истоверници били заробљени и погубљени због отпора комунистичкој револуцији.
Саму „теорију Псивара“ нису изнели Лансдејл и његове присталице, већ вијетнамски комунистички званичници.  Тврдили су да су католике натерали и завели да емигрирају амерички империјалисти и клика Нго Ђин Дијем. У ствари, Лансдејлова пропаганда није имала много утицаја на одлуку католика да се преселе.  Разлози због којих су се неки католици преселили на југ имали су мало или нимало везе са католичанством.  Они могу бити различити интереси и мотиви, баш као и око 25% миграната који нису били католици.
Без обзира на утицај пропагандних кампања, католички имигранти су помогли да се ојача Диемова база подршке. Пре поделе, већина католичког становништва Вијетнама живела је на северу. Након што су границе затворене, већина је сада била под Диемовом влашћу. Католици су имплицитно веровали Диему због њихове заједничке вере и били су извор лојалне политичке подршке. Једна од Диемових главних примедби на Женевски споразум — који је држава Вијетнам одбила да потпише — била је да му је лишен католичких региона Северног Вијетнама  и да је безуспешно тражио да се Буи Чу и Фат Дијем изоставе из комунистичкој зони. Пошто су се читаве католичке провинције масовно селиле на југ, 1956. године, Сајгонска бискупија је имала више католика него Париз и Рим. Од вијетнамских 1,45 милиона католика, преко милион је живело на југу, од којих су 55% избеглице са севера. Пре тога, само 520.000 католика живело је у бискупијама Сајгона и Хуа заједно. Лансдејл је користио избегличке покрете као покриће за паравојне активности из своје војне мисије у Сајгону.
Осим антикомунистичке кампање, економија је била још један фактор у кретању на југ. САД су дале 89 америчких долара ( еквивалентно 1,042 $ године 2024 ) за сваку избеглицу која се преселила; приход по глави становника у Вијетнаму у то време био је само 85 долара годишње ( еквивалентно 995 $ године 2024 ). Други су указивали на природно-географске факторе који нису повезани и неконтролисани од стране политичких режима. Они указују на чињеницу да се земља на југу сматрала продуктивнијом, и сећања на Велику вијетнамску глад из 1945. године, која је убила милионе на северу, као разлоге независне од политике која је мотивисала мигранте. Средином 1950-их, северни Вијетнам је поново патио од несташице хране, а неки мигранти су навели сигурност хране као мотив за пресељење. Овоме је додала општа перцепција да је Сајгон модернији град са већом економском живахношћу. Раније у 20. веку, такође су постојали примери кампања католика да подстакну миграције са југа да експлоатишу неразвијено земљиште на југу, тако да то није био нов концепт за њих.
Вијет Мин је учествовао у контрапропагандним кампањама у покушају да одврати егзодус са севера. Свакодневно су се кретали квартовима Ханоја и Хајфонга, делејући своје памфлете. Евакуисани су пријавили да их је Вијет Мин исмевао, који је тврдио да ће бити садистички мучени пре него што их убију француске и америчке власти у Хајфонгу. Комунисти су приказивали особље Оперативне групе 90 као канибале који би појели своје бебе, предвиђајући катастрофу у џунглама, плажама и планинама Јужног Вијетнама. Даље су рекли да ће их Американци бацити у море да се удаве у океану. Вијет Мин се хвалио емигрантима да је то висок и узалудан ризик, тврдећи да ће избори за поновно уједињење 1956. резултирати одлучујућом победом комуниста. Комунистичким напорима је помогла чињеница да су многе француске канцеларије или канцеларије државе Вијетнам на северу евакуисале своје особље и продале или на други начин оставиле своје штампарије, од којих су многе пале у руке Вијет Мина.

## Комунистичко спречавање емиграције
Уз контрапропаганду, Вијет Мин је такође настојао да приведе или на други начин спречи потенцијалне избеглице да оду. Како је америчко и француско војно особље било присутно само у великим градовима, у ваздушним базама и на обали, комунисти су покушали да спрече људе да покушају да оду кроз војно присуство у руралним крајевима како би спречили проток потенцијалних избеглица. Према Роберту Ф. Турнеру и Хуверовој институцији, чак 2 милиона би могло да остане да није било присуства војника Вијет Мина, који су према њима често тукли и повремено убијали оне који су одбили да се врате.
Комунисти су били најефикаснији у провинцијама Нгхе Ан и Тханх Хоа, које су дуго контролисали; само 20% католика у Тханх Хоа је мигрирало. У деловима делте Црвене реке, трајектне услуге и други водени саобраћај су обустављени како избеглице не би могле да путују до Хајфонга. У неким случајевима било је извештаја о хиљадама група избеглица које су приморане назад од стране сличног броја наоружаних комунистичких кадрова. Као резултат тога, многе избеглице су се упутиле директно ка најближој обалној тачки да сачекају бродове који пролазе. У једном обиму обале у близини католичког упоришта Пхат Дием, француска морнарица је за два дана покупила 42.000 насуканих избеглица. ВНА је такође захватила ово подручје крајем 1954. два дана, покупивши неколико хиљада избеглица, али су их све јачи комунистички напади приморали да престану. У неким руралним обалним областима где је било уобичајено да се избеглице окупљају пре него што се укрцају на бродове да се повежу са бродовима за велике удаљености који их воде на југ, Вијет Мин је инсталирао минобацаче на плажама да би одвратио потенцијалне имигранте.
Забранили су масовна окупљања у покушају да спрече заједничку емиграцију читавих села или других великих група људи, а такође и изоловали људе који су продавали своје биволе и друге ствари, јер је то био јасан знак да намеравају да престану са пољопривредом. И Американци и Јужновијетнамци су уложили жалбе Међународној контролној комисији због кршења Женевског споразума, али је мало тога предузето. Према БСМ Муртију, индијском представнику у МКС-у, комунисти у почетку нису покушали да зауставе избеглице, већ су временом појачавали своје напоре како је постало јасније да велики део становништва жели да емигрира.

## Медији и односи са јавношћу
Сједињене Државе су пожњеле значајне користи за односе с јавношћу од масовног егзодуса, који је коришћен да се прикаже привлачност „слободног света“. Ово је појачано релативно занемарљивим бројем људи који су се добровољно преселили на комунистички север. Догађај је изазвао невиђену медијску покривеност Вијетнама. Међутим, у почетку је медијска покривеност била оскудна, а адмирал Сабин се жалио на недостатак промотивног рада америчке морнарице на објављивању евакуације међу америчким медијима. У једном тренутку, новинар Асошиејтед преса отпутовао је из Маниле у Хајфонг, али су му претпостављени наредили да се врате на основу тога да Американци нису заинтересовани за ту тему.
Међутим, временом је интересовање медија расло. Многе истакнуте новинске агенције послале су високо одликоване новинаре да прате догађај. Нев Иорк Тимес послао је Тиллман и Пегги Дурдин, док је Нев Иорк Хералд Трибуне послао ратне репортере Маргуерите Хиггинс и Хомера Бигарта добитнике Пулицерове награде. Будући званичник америчке амбасаде Џон Меклин је пратио догађај за Тиме Лифе . Извештаји штампе представљали су веома похвалне и емотивне извештаје о масовном егзодусу Вијетнамаца са комунистичког севера. Тиме Лифе назвао је масовну миграцију „трагедијом скоро кошмарних размера ... Многе [избеглице] данима су остајале без хране, воде и лекова, држане само вером у срцу.“ 

У америчкој католичкој штампи, миграција је била објављена на насловној страни у бискупијским новинама. Извештаји су често били сензационалистички, демонизујући комунистичког Вијет Мина као верских прогонитеља који су починили варварске злочине над католицима. Наш Сундаи Виситор назвао је „прогон“ у Вијетнаму „најгорим у историји“, наводећи да је Вијет Мин учествовао у „убиству деце и канибализму“. Монитор из Сан Франциска је испричао о свештенику којег је Вијет Мин „тукао оружјем док не постане безосећајан, а затим живог закопао у јарак”.  The Адвоцате у Неварк-у, Охајо, објавио је уредничку карикатуру под насловом „Пустите наше људе!“, која приказује гомилу вијетнамских избеглица које покушавају да пробију ограду од бодљикаве жице проткану крвљу. Милвокијев Цатхолиц Хералд Цитизен описао је двојицу свештеника који су наводно били оковани заједно и „трпели грозну и бескрајну агонију“. Други листови су приказивали како Вијет Мин диже цркве у ваздух, мучи децу и убија старије католике. Један лист је прогласио да је „народ Вијетнама постао распет народ, а њихова домовина национална голгота“. Католички медији су такође објавили приче о будистичким избеглицама које су се преобратиле, поздрављајући то као доказ супериорности њихове религије.

## Социјална интеграција
Масовни прилив избеглица представљао је различите социјалне проблеме за Јужни Вијетнам. Новопридошлице је требало интегрисати у друштво са пословима и становањем, пошто би дуги периоди боравка у шаторима и привременим смештајима нарушили морал и вероватно подстакли прокомунистичке симпатије. Дием је морао да осмисли програме како би своје нове грађане увео у економски систем.
Дием је именовао Буи Ван Луонга — породичног пријатеља и побожног католика — за шефа КОМИГАЛ-а, владине агенције за пресељење. ЦОМИГАЛ је радио у сарадњи са УСОМ, невојним крилом америчког присуства и Саветодавном групом за војну помоћ . Иако је ЦОМИГАЛ био искључиво посвећен питањима избеглица, постојала је стална флуктуација јавних службеника преко њиховог особља, а користи од континуитета нису се оствариле. После само неколико месеци на послу, Луонга је 7. децембра 1954. заменио Фам Ван Хујен  ЦОМИГАЛ су допуњене америчким католичким агенцијама за помоћ и саветодавном групом са Државног универзитета у Мичигену, где је Дием остао док је био у самонаметнутом егзилу раних 1950-их. У програму расељавања постојале су три фазе. Са више од 4.000 нових долазака дневно, северњаци су били смештени у Сајгону и Вунг Тау у 42 импровизована прихватна центра. Оне су се састојале од постојећих школа, напуштених француских касарни, цркава и шаторских градова на територији ваздушне базе Тан Сон Нхут и хиподрома Пху Тхо . Они се не могу користити на неодређено време јер су се терени морали користити за њихову претходну сврху, а штавише, такве ад хоц области су биле подложне избијању пожара и болести.
Избеглицама су биле потребне зграде као што су школе, болнице, магацини, богомоље. Као део друге фазе, изграђена су привремена села и средином 1955. године већина од милион избеглица живела је у низовима привремених насеља, углавном у близини аутопутева који воде из Сајгона, у провинцијама у близини главног града. Највећа концентрација становања у овој другој етапи налазила се северно од престонице. Само мањина је могла бити послата у плодну делту Меконга, пошто је подручје већ било пренасељено. Немирно је било и због присуства милитантних верских секти, па је већина војних евакуисаних тамо послата.
Пренасељеност је била озбиљан проблем у многим ад хоц секундарним камповима успостављеним у региону Сајгона и довела је до проблема јавног здравља. Планирано је да регион Биен Хоа на североисточном предграђу Сајгона има капацитет од 100.000 избеглица, али је тај број убрзо премашен. У кампу Хо Наи близу Биен Хоа, који је требало да прими само 10.000 избеглица, до краја 1954. било је присутно више од 41.000  Подручју око Тху Дау Мот северно од јужне престонице првобитно је додељена квота од 20.000, иако у тој области није било пиринча. Подручје у близини Тај Нина требало је да прими 30.000 људи, иако су мештани мислили да може да стане 100.000  Нека велика католичка насеља као што су Тху Ђуц, Бинх Тханх и Го Вап на периферији Сајгона су сада обухваћена урбаним ширењем и сада су четврти града. Због превеликог броја становника инфраструктура у многим камповима није могла да издржи, а обећања дата избеглицама нису испуњена. Амерички војни лекари путовали су по југу у групама од по три особе, а због недостатка здравствених радника дневно су виђали око 150–450 пацијената. Ометао их је и царински закон, који је дозвољавао само добротворним организацијама да уносе лекове у земљу без опорезивања. То их је приморало да се окрену добротворним организацијама као каналу, стварајући још један слој бирократије. Ово је погоршано чињеницом да су неки корумпирани вијетнамски званичници спремили медицинску помоћ.
Амерички званичници често су критиковали организациону способност владиних агенција задужених да надгледају интеграцију избеглица у друштво. У многим случајевима, појединачни званичници су једноставно доносили сопствене одлуке и циљ пресељења северњака без нарушавања постојеће локалне економије или друштвене структуре није постигнут. У другим случајевима, северни католици су формирали своје комитете и насељавали се и градили на подручјима како су сматрали прикладним. До краја септембра мањак средстава и опреме се смањио, али њихова расподела није организована нити ефикасно координирана. У исто време, неки кадрови Вијет Мина који су остали на југу после поделе претварали су се да су избеглице и изазивали невоље у логорима. Осим ометања од стране комуниста, други некомунистички покрети као што је Виет Нам Куоц Дан Ђанг били су јаки у областима централног Вијетнама, били су противници Диема, а неки од њих су били војно особље. Ово је понекад изазивало сметње у цивилно-војној сарадњи у програму пресељења, пошто су неки од Диемових јавних службеника били сумњичави у поузданост војске као радног партнера.
У то време, велики део руралних рижиних површина био је напуштен због рата и угар. Американци су вршили притисак на Диема да преузме контролу над таквим земљама и подели их новим насељеницима и да им омогући да започну свој нови живот и олакшају пренатрпаност у логорима, али 1954. године није предузето ништа  У то време дошло је до тешког расипања особља због смештања избеглица на земљиште које им је било неприкладно. Вијетнамски званичници су решили да насељавају насељенике у земљу сличну њиховом северном пореклу како би могли да буду продуктивни, али бирократске потешкоће су омеле КОМИГАЛ и план није направљен. Током 1954. године, 60% новопридошлих се изјаснило као аграрно порекло, али је само 20% од укупног броја избеглица било смештено у обрадиве области, што значи да је најмање 40% северњака било у областима које нису одговарајуће за њихову вештину. Било је и тешких проблема у проналажењу, а потом и дистрибуцији пољопривредне опреме сјеверњацима како би се бацили на посао и реанимирали ратом отежану пољопривреду.
Следећи циљ је била интеграција избеглица у јужновијетнамско друштво. У то време је недостајало обрадиво земљиште у заштићеним подручјима. Почетком 1955. Вијет Мин је још увек контролисао већи део делте Меконга, док су друге делове контролисале приватне војске верских секти Цао Ђаи и Хоа Хао. Група организованог криминала Бинх Ксуиен контролисала је улице Сајгона, након што је од цара Бао Ђаија купила оперативну дозволу за националну полицију. Новопридошлице нису могле бити безбедно послате на село све док се Вијет Мин није померио на север и Дием није распршио секте и банде. Урбана подручја су била обезбеђена када је ВНА крајем априла и почетком маја победила Бинх Ксуиен у бици за Сајгон. Ленсдејл је успео да подмити многе војне команданте Хоа Хао и Цао Ђаи да се интегришу у Диемову ВНА, али су се неки команданти борили. Тек почетком 1956. генерал Дуонг Ван Минх је заробио последњег команданта Хоа Хаоа, Ба Цута, у кампањи Војске Републике Вијетнам . Ово је омогућило ЦОМИГАЛ-у да пошаље експедиције да прегледају сеоско земљиште за насељавање.
Трећа фаза пресељења укључивала је расељавање новопридошлих из привремених села у регионима око главног града и других великих градова. Подручја у која су избеглице првобитно отишле била су пренасељена, посебно Биен Хоа, где се становништво удвостручило током периода миграције. Насупрот томе, две трећине јужновијетнамских провинција примило је мање од 10.000 избеглица, а неке од њих мање од 1.000. У препуним провинцијама постојао је страх од социјалних немира због недостатка посла.
ЦОМИГАЛ је послао инспекцијске тимове широм Јужног Вијетнама да идентификују подручја која су погодна за смештај новопридошлих према њиховим професионалним вештинама. То је захтевало тражење обрадивог земљишта за пољопривреднике, повољних обалних подручја за риболов и подручја у близини великих насељених центара за индустријски оријентисане доласке. Након што је идентификовао релевантне области, ЦОМИГАЛ би направио планове за потпројекте насеља, шаљући предлоге УСОМ-у или Француском Бироу за техничку и економску сарадњу како би добио одобрење и финансирање. Бирократија је била релативно ниска, а већини пријава је било потребно мање од две недеље за финализацију папирологије и добијање одобрења. Сваки потпројекат добио је рок од девет месеци за завршетак.
Када су пронађена одговарајућа подручја, групе избеглица које су обично бројале између једне и три хиљаде довезене су камионима на локацију и почеле су да стварају ново насеље. То је укључивало копање бунара, изградњу путева и мостова, крчење шума, жбуња и мочвара и изградњу рибарских пловила. Одржани су сеоски избори ради одабира чланова за комитете који би били у вези са ЦОМИГАЛ-ом у име новог насеља.
ЦОМИГАЛ је насељеницима обезбедио аграрна оруђа, ђубриво и фармске животиње. До средине 1957. 319 била су изграђена села. Од тога, 288 за пољопривреднике и 26 за рибаре. Избеглице су се населиле претежно у делти Меконга, где је 207 изграђена су села. Најзначајнија шема у овој области била је пројекат пољопривредног пресељења Цаи Сан, заснован дуж система канала у близини Лонг Ксуиена . Још 50 села је створено северније у близини границе са Северним Вијетнамом, док су 62 изграђена у централном висоравни. Владин извештај из 1955. тврдио је да се само 2% земље у централном висоравни, углавном насељеном домородачким племенима, користи у економске сврхе, и да се сматрало кључним подручјем за експлоатацију и изградњу насеља како би се блокирао напредак комунизма. Подручје се сматрало важним средством за ублажавање пренасељености, подстицањем брзог економског развоја, а влада се надала да ће присуство етничког развоја Вијетнама подстаћи домородачка племена да напусте свој ловачко-сакупљачки начин живота, „водећи их на путу ка цивилизацији и напредују, како би се сврстали у ред оснивача и ослободилаца државе“. У граду Буон Ма Тхуот у централном горју, локална пилана је преплављена дрвеном грађом за изградњу кућа, а већи део околне шуме је искрчен за насеља. Укупно 92.443 изграђене су стамбене јединице које опслужује 317 и 18 основних и средњих школа. 38,192 хектара земље очишћено и око 2,4 подељено је милион тона калијум-сулфатног ђубрива. Крајем 1957. Дием је распустио ЦОМИГАЛ, изјављујући да је његова мисија испуњена.

## Последице и критике
Програм је имао неке лабаве тачке које су се касније манифестовале. Многе избеглице нису биле економски интегрисане и живеле су од државних помоћи. Критичари су приметили да су избеглице постале посебна интересна група која је подстакла огорченост. Званичници ЦОМИГАЛ-а често су одлучили да не раздвајају избеглице из истог села, надајући се да ће одржати друштвени континуитет. У неким случајевима, католички свештеници су одбијали да се повинују владиним директивама да се населе у одређеним областима. Многе избеглице су такође одбиле да се преселе из кампова на периферији престонице, желећи да живе урбаним стилом живота, и противећи се Диемовој жељи да помогну у развоју негостољубиве пограничне територије где је болест била чешћа, а економија мање развијена. Понекад је невољкост да се разиђе из Сајгона резултирала протестима испред Диемове резиденције. Многа католичка села су ефективно пресађена на јужну територију. Ово је било ефикасно на кратак рок, али је значило да се они никада неће асимилирати у јужно друштво. Имали су мало контакта са будистичком већином и често су их презирали, понекад су вијорили заставу Ватикана уместо националне заставе . Питер Хансен, аустралијски католички свештеник и академик религије, додао је да су присутне и тензије између северних и јужних католика, због питања регионализма и локалних традиција. Хансен је такође рекао да су северни католици заузели одбрамбени став према другим религијама него њихови јужни истоверници, и да су склонији да виде некатолике као претњу. Даље је приметио да су католици са севера имали више теократски поглед на то да су били спремнији да слушају савете свештеника о широком спектру питања, не само о духовним и црквеним питањима. Ове разлике и осећај сегрегације трају до данашњег дана.
Дием, који је имао репутацију да у великој мери фаворизује католике, доделио је својим новим бирачима несразмерно велики број државних и војних положаја на верским основама, а не на основу заслуга. Несразмерно велики број северњака који су заузимали руководећа места такође је подигао тензије међу неким регионално оријентисаним јужњацима који су их сматрали уљезима. Наставио је француску праксу дефинисања католицизма као „религије“ и будизма као „удружења“, што је ограничавало њихове активности. Ово је подстакло друштвену поделу између новопридошлих и њихових сународника. Док је био у посети Сајгону 1955. године, британски новинар и романописац Грејем Грин је известио да Диемово верско фаворизовање „можда остави његовој толерантној земљи наслеђе антикатолицизма“. Године 1963, тињајуће незадовољство због Диемове верске пристрасности експлодирало је у масовне грађанске немире током будистичке кризе. Након што је будистичка застава забрањена за јавно истицање на прославама Весака поводом рођења Гаутаме Буде, Диемове снаге су отвориле ватру и убиле девет демонстраната. Док су се демонстрације наставиле током лета, специјалне снаге Војске Републике Вијетнам су пљачкале пагоде широм земље, убијајући стотине и затварајући хиљаде будиста. Напетост је кулминирала тако што је Дием збачен и убијен у новембарском пучу .
Аутохтоно становништво у централним брдима горко се жалило на насељавање етничких вијетнамских католика у њиховим регионима. Као резултат њиховог незадовољства јужном владом, комунистима у брдима је било лакше да их придобију.
Око 25% миграната су били некатолици, а један број католика који су се преселили на југ нису то учинили због своје вере.  Северни католички емигранти су заправо донели сложене изазове Цркви у Јужном Вијетнаму, а Нго Ђин Дим такође није преселио северне католике у Саи Гон и око њега као намерну и стратешку политику.  Како су вијетнамски католици били далеко од монолитности,  и нису били ни на који начин јединствени у својим политичким ставовима,  мит је мешати „католичке избеглице са свим католицима, са свим избеглицама или са чврстим присталицама Нго Ђин Дима „.  Дисперзовано пресељавање католичких избеглица сугерише да „бити избеглица или бити католик није гарантовао наклоност председника“.  У стварности, персоналистичка револуција под Диемовим режимом промовисала је верску слободу и разноликост како би се супротставила комунистичком атеизму. Међутим, сам овај оквир је на крају омогућио будистичким активистима да угрозе државу која је подржавала њихову верску слободу.  Католици у Јужном Вијетнаму, укључујући северне избеглице, наставили су са значајним низом хуманитарних и политичких активности током каснијих периода.  